# أوسكار كاساس
أوسكار كاساس سييرا (مواليد 21 سبتمبر 1998) هو ممثل إسباني.

## سيرة
ولد كاساس في 21 سبتمبر 1998 في برشلونة. ظهر لأول مرة في التلفزيون كممثل في سن السادسة في مسلسل أبويلا دي فيرانو، حيث ظهر لأول مرة في فيلمه الطويل في سن الثامنة ، حيث ظهر في فيلم عام 2006 53 يوم غير موجود. نظرًا لتشابهه مع شقيقه الأكبر ماريو كاساس (أيضًا ممثل) ، كان يؤدي أحيانًا نسخًا أصغر من الشخصيات التي صورها ماريو في بداية حياته المهنية كممثل طفل. حصل على أول دور قيادي له في فيلم مع أداء في حلم إيفان (2011).

## وصلات خارجية
- أوسكار كاساس في قاعدة بيانات الأفلام على الإنترنت
- أوسكار كاساس على إنستغرام